# Cyphomyrmex laevigatus
Cyphomyrmex laevigatus é uma espécie de inseto do gênero Cyphomyrmex, pertencente à família Formicidae.